# Wängi
Wängi är en ort och kommun i distriktet Münchwilen i kantonen Thurgau, Schweiz. Kommunen har 4 956 invånare (2023).